# Songling

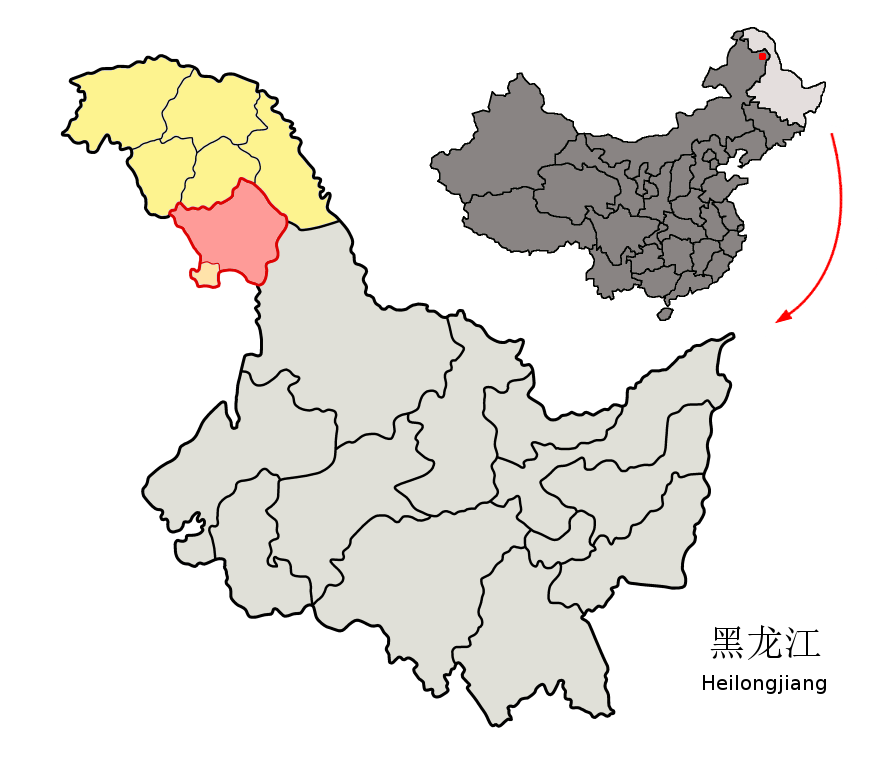
Lage von Songling im Regierungsbezirk Großes Hinggan-Gebirge

Songling (chinesisch 松岭区, Pinyin Sōnglǐng Qū) ist ein Unterbezirk des Regierungsbezirks Großes Hinggan-Gebirge der Provinz Heilongjiang. Er liegt auf dem Gebiet des Oroqenischen Autonomen Banners in der Inneren Mongolei. Sein Hauptort ist die Großgemeinde Xiaoyangqi (小扬气镇). Er hat eine Fläche von 18.060 km² und 15.996 Einwohner (Stand: Zensus 2020).